# Gare du Plessis-Belleville
Pour les articles homonymes, voir Gare du Plessis.
La gare du Plessis-Belleville est une gare ferroviaire française de la ligne de La Plaine à Hirson et Anor (frontière), située sur le territoire de la commune du Plessis-Belleville, à 2 km du centre-ville, dans le département de l'Oise, en région Hauts-de-France.
C'est une gare de la Société nationale des chemins de fer français (SNCF), desservie par des trains TER Hauts-de-France et Transilien.

## Situation ferroviaire
Établie à 112 m d'altitude, la gare du Plessis-Belleville est située au point kilométrique (PK) 42,110 de la ligne de La Plaine à Hirson et Anor (frontière), entre les gares de Dammartin - Juilly - Saint-Mard et de Nanteuil-le-Haudouin.
Elle est équipée de deux quais : le quai « 1 » pour la voie « 1 » et le quai « 2 » pour la voie « 2 ».

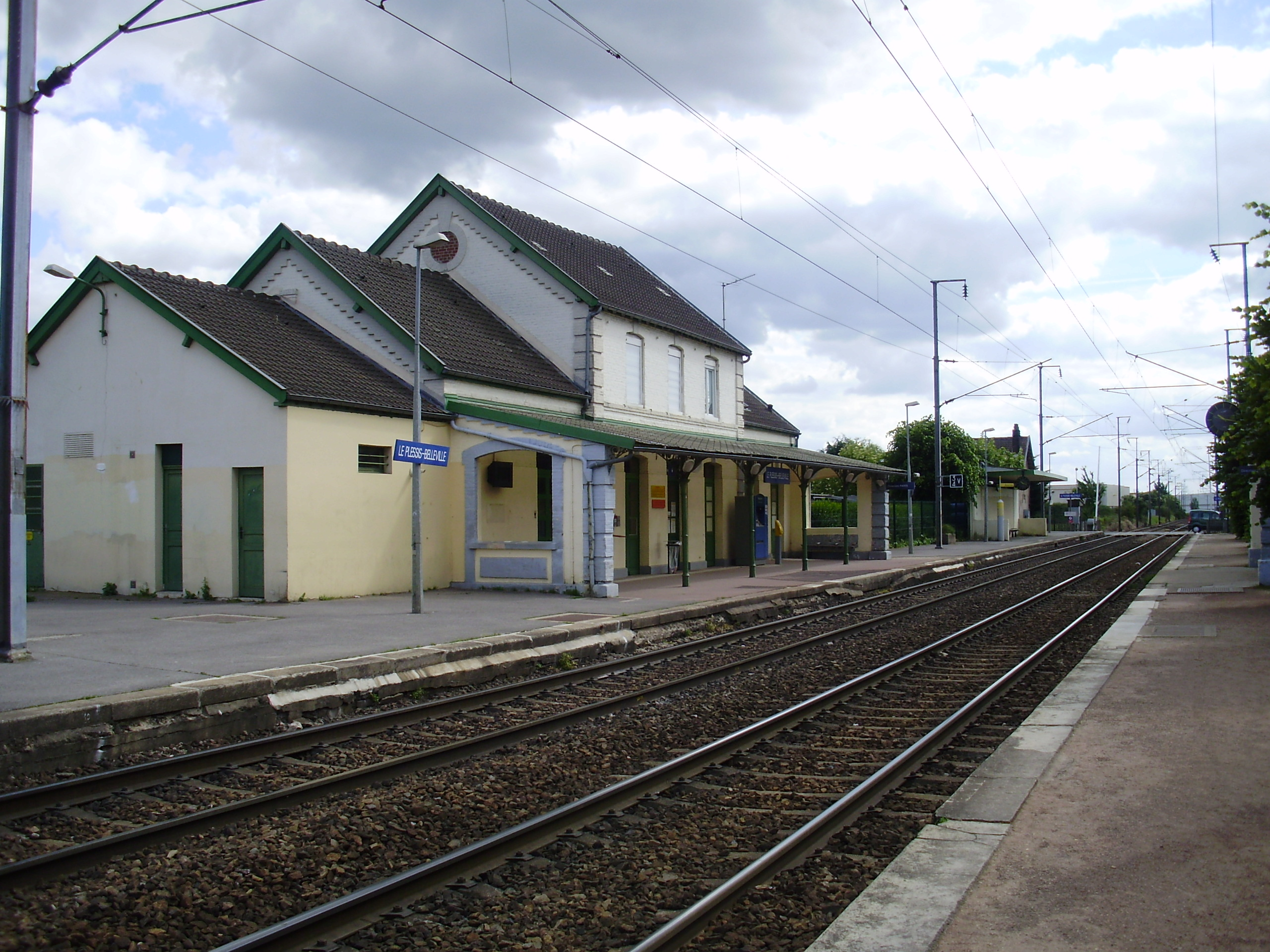
Bâtiment voyageurs et quais en regardant vers Paris.

## Fréquentation
De 2015 à 2023, selon les estimations de la SNCF, la fréquentation annuelle de la gare s'élève aux nombres indiqués dans le tableau ci-dessous.
| Année                      | 2015    | 2016    | 2017    | 2018    | 2019    | 2020    | 2021    | 2022    | 2023   |
| -------------------------- | ------- | ------- | ------- | ------- | ------- | ------- | ------- | ------- | ------ |
| Voyageurs                  | 490 294 | 521 190 | 622 553 | 615 627 | 685 068 | 378 693 | 577 290 | 727 692 | 784687 |
| Voyageurs et non voyageurs | 612 867 | 651 487 | 778 191 | 769 534 | 856 336 | 473 366 | 721 612 | 909 616 | 980858 |

## Service des voyageurs

### Accueil

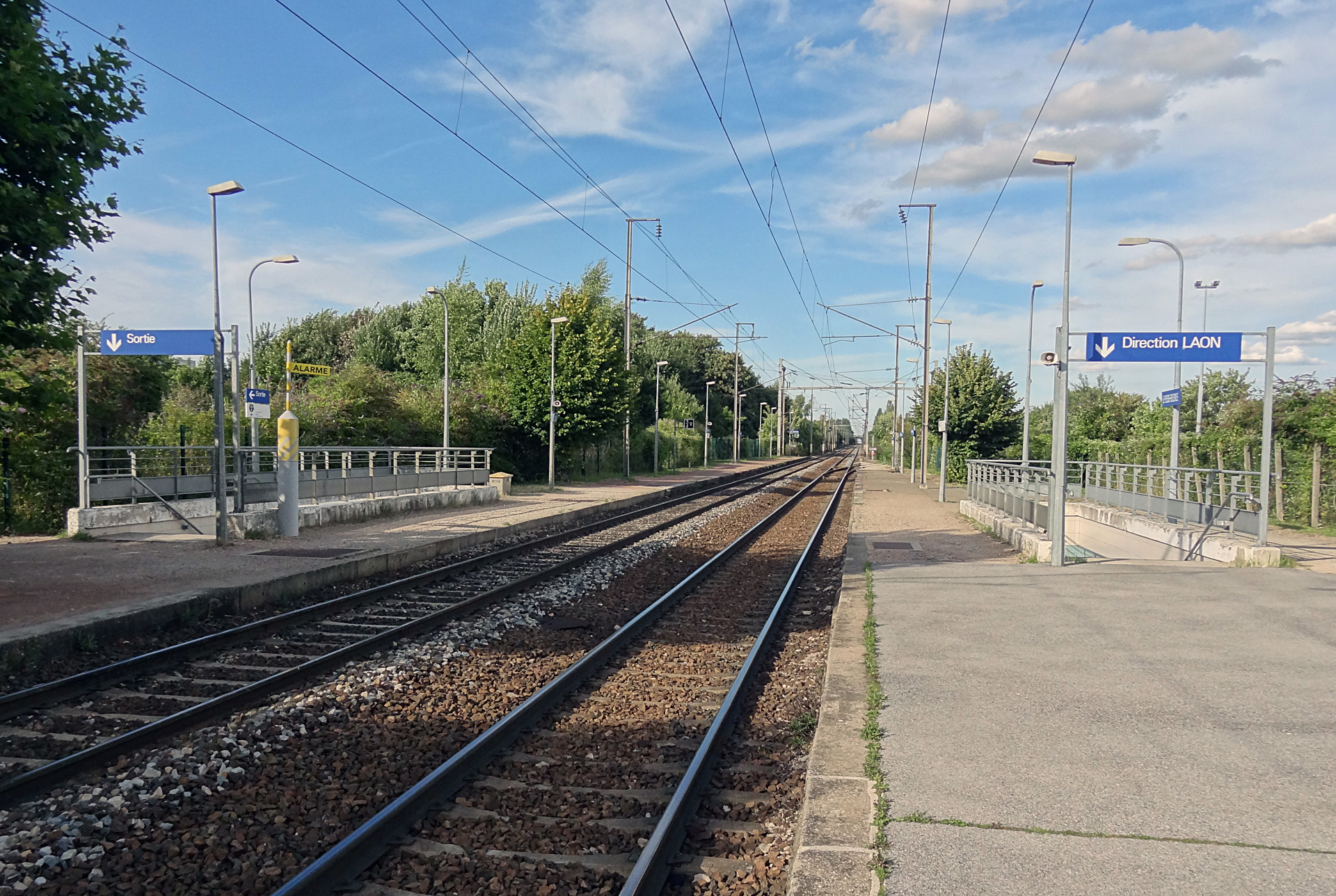
Voies, quais et passage souterrain, en regardant vers Laon.

C'est une gare SNCF qui dispose d'un bâtiment voyageurs, avec guichet, ouvert le matin du lundi au mercredi, sauf les jours fériés. Elle est équipée d'automates pour l'achat de titres de transport TER.
Un souterrain permet le passage en sécurité d'un quai à l'autre.

### Desserte
Le Plessis-Belleville est desservie par des trains TER Hauts-de-France, qui effectuent des missions entre les gares de Paris-Nord et de Laon. C'est également une gare desservie par les trains de la ligne K du Transilien.

### Intermodalité
Le stationnement des véhicules est possible à proximité.